# George Brown (homme politique britannique)
Pour les articles homonymes, voir George Brown (homonymie) et Brown.
George Brown, baron George-Brown, né le 2 septembre 1914 à Lambeth en Londres et mort le 2 juin 1985 à Truro en Cornouailles, est un homme politique britannique travailliste.

## Parcours politique
Après avoir été nommé responsable du département des affaires économiques créé en 1964, Brown occupe les fonctions de ministre des Affaires étrangères au sein du gouvernement Wilson, de 1966 à 1968.
Il est leader adjoint du parti travailliste entre 1960 et 1970.